# Gračac (Prozor-Rama)
Pour les articles homonymes, voir Gračac.
Gračac (en cyrillique : Грачац) est un village de Bosnie-Herzégovine. Il est situé dans la municipalité de Prozor-Rama, dans le canton d'Herzégovine-Neretva et dans la fédération de Bosnie-et-Herzégovine. Selon les premiers résultats du recensement bosnien de 2013, il compte 488 habitants.

## Géographie
Le village est situé au bord du lac de Jablanica.

## Démographie

### Évolution historique de la population dans la localité
| 1948 | 1953 | 1961 | 1971 | 1981 | 1991 | 2013 |
| ---- | ---- | ---- | ---- | ---- | ---- | ---- |
| -    | -    | 35   | 85   | 306  | 324  | 488  |

|  |

### Communauté locale
En 1991, la communauté locale de Gračac comptait 1 568 habitants, répartis de la manière suivante :